# François Andriot
Pour les articles homonymes, voir Andriot.
François Andriot (ou « Handriot ») est un graveur français né entre 1655 et 1670 et mort à Rome en 1704.

## Biographie
François Andriot a peut-être été l'élève de François de Poilly ou de Guillaume Vallet.
Il est l'auteur de nombreuses gravures d'interprétation, à partir d'œuvres de Louis de Boullongne, Annibale Carrache, Charles Le Brun, Antoine Dieu, Eustache Le Sueur, Raphaël, etc..
Il semble s'installer assez jeune à Rome, où il collabore en 1672 aux Vite de' pittori, scultori e architetti moderni. En 1691, ses planches illustrent l'Anatomia per uso et intelligenza del disegno ricercata non solo su gl'ossi, e muscoli del corpo humano.
Il meurt certainement après 1704, année où paraît l'album conçu par le sculpteur et collectionneur Domenico de Rossi, Raccolta di statue antiche e moderne..., publié à Rome chez Gaetano Zenobi et accompagné d'un compte-rendu critique de Paolo Alessandro Maffei (1653-1716), pour lequel il fournit trois planches ; on y trouve aussi des pointes sèches de Francesco Aquila, Nicolas Dorigny, Claude Randon (1674-1704) et Jean-Baptiste de Poilly (1669-1728),.

## Œuvres
- Catherine Fontaine, religieuse, (19,6 × 15 cm)[4]
- L'Annonciation, (45,8 × 57 cm) d'après Carlo Maratta[5]
- La Vierge allaitant l'Enfant, (44,2 × 49,9 cm) d'après Guido Reni[6]
- Le Couronnement d'épines, (44,6 × 50,2 cm) d'après Annibale Carracci[7]
- Le Christ moqué, (49,5 × 53,9 cm) d'après Le Dominiquin[8]
- Portrait du cardinal Johann Eberhard Nithard, (19,5 × 14,6 cm)[9]

Œuvres de François Andriot
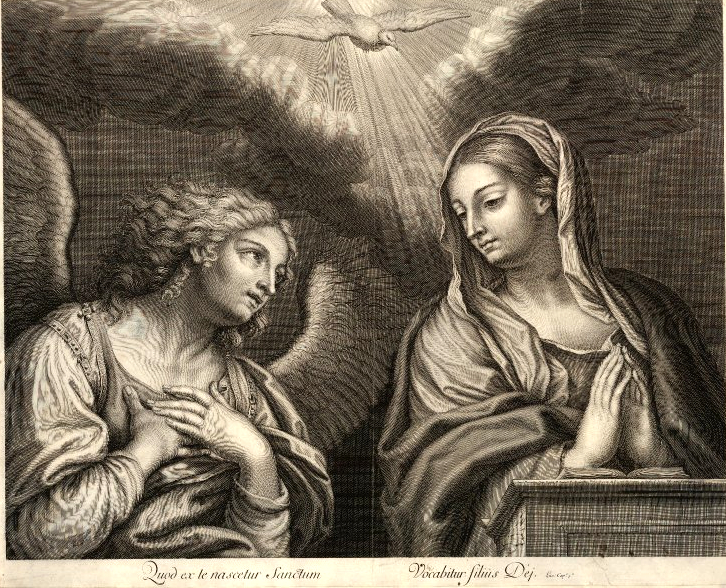
L'Annonciation
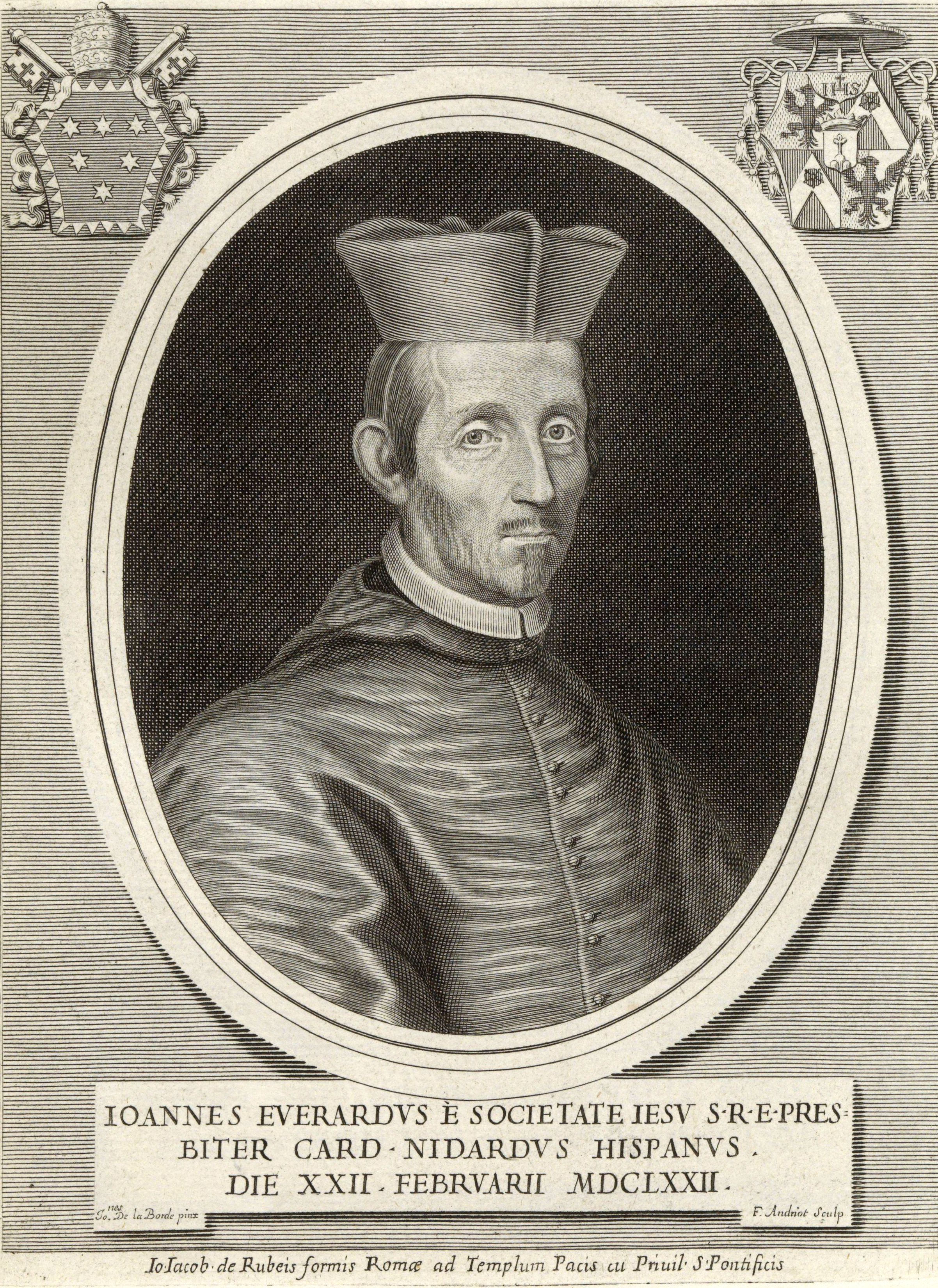
Cardinal Johann Eberhard Nithard
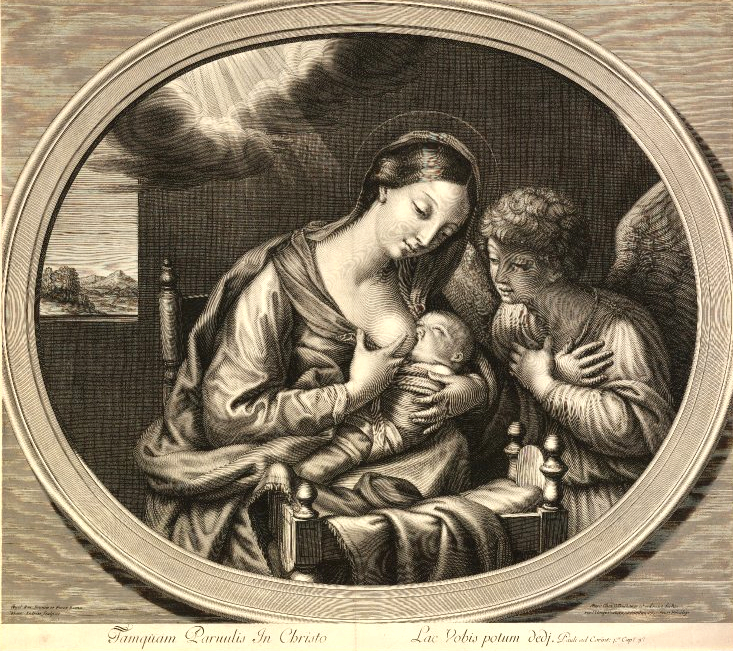
Vierge allaitant l'Enfant